# Janusz Grabowski (koszykarz)
Janusz Grabowski (ur. 1953) – polski koszykarz, występujący na pozycji obrońcy, medalista mistrzostw Polski, po zakończeniu kariery zawodniczej – trener koszykarski.

## Osiągnięcia
Drużynowe
- Brązowy medalista Polski (1978)
- Awans do najwyższej klasy rozgrywkowej:
  - z ŁKS-em Łódź (1975)
  - ze Społem Łódź 1985)